# Stony Plain
Stony Plain är en ort i Kanada.   Den ligger i provinsen Alberta, i den centrala delen av landet, 2 900 km väster om huvudstaden Ottawa. Stony Plain ligger 705 meter över havet och antalet invånare är 8 939.
Terrängen runt Stony Plain är platt, och sluttar österut. Närmaste större samhälle är Spruce Grove, 5,5 km öster om Stony Plain. 
Trakten runt Stony Plain består till största delen av jordbruksmark. Runt Stony Plain är det glesbefolkat, med 11 invånare per kvadratkilometer.